# کلورز
کَلوُرَز، یکی از روستاهای رستم‌آباد (گیلان) و نام یکی از محلات شهر رستم‌آباد است و در بخش مرکزی شهرستان رودبار قرار دارد.
این منطقه از دیرباز، جایگاهی مهم در تاریخ ایران و گیلان داشته‌است. تپهٔ باستانی گنج پر (گنجِپَر)، در محلّهٔ جلالیه - در سمت شمالی جادهٔ کلورز - قرار دارد. طبق برآوردهای صورت گرفته توسط باستان‌شناسان، سابقهٔ سکونت آدمی در تپهٔ «گنجِپَر»، به حدود ۳۰۰ هزار سال می‌رسد. گنج پر، محوطه‌ای منحصر به فرد در استان گیلان است؛ زیرا کاوش‌های باستان‌شناسی در تپهٔ باستانی کلورز نشان می‌دهد که اقوام ساکن در این منطقه، با استفاده از خشت، سنگ و آجر، قلعه و عمارات بزرگی پدیدآورده بودند. پیش از این تصور می‌شد که اقوام ساکن در نواحی شمالی کشور به ویژه در گیلان، به علّت کوچ‌رو بودن، فاقد خانه‌های مسکونی بودند یا اگر خانه‌هایی نیز در مناطق شمالی کشور ساخته شده است، چوبی بوده و به همین علت، امروزه اثری از آن وجود ندارد.
محوطه باستانی کلورز را علی حاکمی کاوش کرده بود که کتاب کاوش‌های باستان‌شناسی رودبار گیلان، ۱۳۴۳ تا ۱۳۴۷ هجری خورشیدی مربوط به کاوش‌های علی حاکمی در منطقه رودبار گیلان است که پس از ۵۰ سال به کوشش شاهین آریامنش منتشر شده‌است. در این کاوش‌ها افزون بر سفالینه، خنجر، شمشیر، پیکرک انسان و حیوان، اشیاء زرین و سیمین به دست آمد که نمونه آن گردنبندی با نشان چلیپای شکسته است. همچنین دو جام از این محوطه به دست آمده‌است که یکی از آن‌ها زرین است و دیگری ترکیبی از زر و مفرغ (برنز) است 

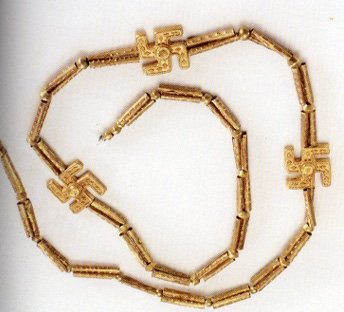
گردنبند یافت شده از محوطه کلورز با نشان چلیپای شکسته یا سواستیکا. نگهداری شده در موزه ملی ایران

در قرون اخیر نیز به علت وجود بازارچه‌های مهم و عبور راه ارتباطیِ گیلان و فلات مرکزی ایران از این منطقه، کلورز توانسته است جایگاه ویژه خود را حفظ نماید.
منطقهٔ توریستی سلانسر در سمت شمال‌غربیِ کلورز قرار دارد و بهترین راه دسترسی به آن از طریق جادهٔ کلورز می‌باشد.

## جمعیت
این روستا در دهستان رستم‌آباد جنوبی قرار دارد و تا پیش از وقوع زلزلهٔ ویرانگر سال ۱۳۶۹ جمعیت قابل توجهی در آن سکونت داشت؛ اما پس از این واقعه و براساس سرشماری مرکز آمار ایران در سال ۱۳۸۵، جمعیت آن به ۸۶ نفر (۲۴ خانوار) کاهش یافت.